# Josip Valčić
Josip Valčić (Zadar, 21. travnja 1984.) hrvatski je rukometaš. 
Igra na poziciji srednjeg vanjskog, a trenutačno je član Zagreba. Bio je članom Hrvatske reprezentacije koja je osvojila srebrnu medalju na Europskom prvenstvu u Norveškoj 2008., a igrao je i na Svjetskom prvenstvu koje se održavalo u Hrvatskoj 2009.  
Mlađi je brat Tončija Valčića, također rukometnog reprezentativca. 
Nehotice je, tijekom prijateljske utakmice 10. lipnja 2010., ozlijedio poljskog reprezentativca Karola Bieleckog; Poljak je, usprkos dva operativna zahvata nakon nesretnog slučaja, ostao slijep na lijevo oko, a zatim i objavio prekid igračke karijere. Nakon par dana Bielecki je promijenio odluku, a uskoro se i uspješno vratio rukometu, pa sad igra s posebnim zaštitnim naočalama.